# Seattle SuperSonics 1999-2000
La stagione 1999-2000 dei Seattle SuperSonics fu la 33ª nella NBA per la franchigia.
I Seattle SuperSonics arrivarono quarti nella Pacific Division della Western Conference con un record di 45-37. Nei play-off persero al primo turno con gli Utah Jazz (3-2).

## Roster
| N° | Naz.                   | Ruolo | Sportivo           | Anno | Alt. | Peso |
| -- | ---------------------- | ----- | ------------------ | ---- | ---- | ---- |
| 1  | Stati Uniti (bandiera) | G     | Shammond Williams  | 1975 | 185  | 91   |
| 3  | Stati Uniti (bandiera) | G     | Vernon Maxwell     | 1965 | 193  | 82   |
| 5  | Georgia (bandiera)     | C     | Vladimer St'epania | 1976 | 213  | 107  |
| 7  | Stati Uniti (bandiera) | A     | Rashard Lewis      | 1979 | 208  | 98   |
| 11 | Cuba (bandiera)        | A     | Lázaro Borrell     | 1972 | 203  | 100  |
| 15 | Stati Uniti (bandiera) | G     | Emanual Davis      | 1968 | 193  | 88   |
| 20 | Stati Uniti (bandiera) | G     | Gary Payton        | 1968 | 193  | 82   |
| 21 | Stati Uniti (bandiera) | A     | Ruben Patterson    | 1975 | 196  | 102  |
| 24 | Stati Uniti (bandiera) | G     | Fred Vinson        | 1971 | 193  | 86   |
| 31 | Stati Uniti (bandiera) | G     | Brent Barry        | 1971 | 198  | 84   |
| 34 | Stati Uniti (bandiera) | C     | Jelani McCoy       | 1977 | 208  | 109  |
| 42 | Stati Uniti (bandiera) | A     | Vin Baker          | 1971 | 211  | 105  |
| 44 | Stati Uniti (bandiera) | AC    | Greg Foster        | 1968 | 211  | 109  |
| 45 | Stati Uniti (bandiera) | A     | Chuck Person       | 1964 | 203  | 100  |
| 54 | Stati Uniti (bandiera) | AC    | Horace Grant       | 1965 | 208  | 98   |

## Staff tecnico
- Allenatore: Paul Westphal
- Vice-allenatori: Dwane Casey, Bob Weiss, Nate McMillan